# Опытная станция (Саратовская область)
Опытная станция —поселок в Питерском районе Саратовской области в составе сельского поселения Алексашкинского муниципального образования.
Поселок Малоузенская Опытная станция был основан в 1937 году. Долгие годы здесь находились опытные поля НИИ «Юго-Восток». Проводились опыты по выращиванию сортов пшеницы и сорго. В настоящее время научной деятельности в поселке не ведется.

## География
Находится на правом берегу реки Малый Узень на расстоянии примерно 32 километра по прямой на север-северо-восток от районного центра села Питерка.

#### Улицы в поселок Малоузенской опытной станции
- улица Вишневая
- улица им Антипова-Каратаева
- улица им Вавилова
- улица им Кригера
- улица им Федотова
- улица Молодёжная
- переулок Рабочий

## Население
Постоянное население составляло 249 человек в 2002 году (русские 76%) ,  184 в 2010.